# Catemaco (municipalité)
La municipalité de Catemaco est l'une des 212 municipalités de l'État de Veracruz, et est située dans la partie sud-est de cet État, au Mexique. Localisée sur la rive nord du golfe du Mexique, elle fait partie du massif volcanique de la Sierra de los Tuxtlas, ainsi que du bassin du fleuve Río Papaloapan. Son chef-lieu est la ville éponyme de Catemaco, qui est située au bord du lac d'origine volcanique de Catemaco. Elle dépend de la région administrative de Los Tuxtlas, qui une des 10 subdivisions administratives de l'État de Veracruz.

## Géographie
Le territoire de la municipalité de Catemaco s'étend du nord au sud en prenant appui au nord sur le golfe du Mexique et au sud et à l'est sur le massif volcanique de Sierra de los Tuxtlas. Il est traversé par un petit fleuve côtier, le Río Coxcoapan, qui prend sa source dans le même massif volcanique, et qui, après avoir traversé le lac Sontecomapan, se jette dans le golfe du Mexique. La partie sud-ouest de son territoire est occupée par le lac d'origine volcanique de Catemaco, qui alimente une rivière tributaire de la rivière San Juan, elle-même affluente du Río Papaloapan. D'une superficie de 659,2 km2, cette municipalité est peuplée de 48 593 habitants, pour une densité de 75,3 habitants par km2.
Cette municipalité est limitrophe à l'ouest de la municipalité de San Andrés Tuxtla, au sud de celles de Hueyapan de Ocampo et de Soteapan, et à l'est de la municipalité de Tatahuicapan de Juárez et de l'exclave de la municipalité de Mecayapan.

## Composition et démographie
La municipalité était composée en 2015 de 398 localités, dont une seule est considérée comme urbaine, les autres étant rurales.
| Localité                  | Population |
| ------------------------- | ---------- |
| Catemaco                  | 27 615     |
| Sontecomapan              | 2413       |
| La Victoria               | 1842       |
| Zapoapan de Cabañas       | 1382       |
| San Juan Seco de Valencia | 1237       |
| Reste des localités       | 14 104     |
| Total population          | 48 593     |

En plus de l'espagnol, plusieurs langues amérindiennes sont parlées dans la municipalité, dont les principales sont par ordre d'importance : le popoluca et le nahuatl.

## Histoire
Au XVIe siècle, le futur territoire de la municipalité de Catemaco dépendait de la province de Santiago Tuxtla.
La ville de Catemaco est fondée en 1774.
La municipalité de Catemaco est créée après l'indépendance du Mexique.

## Économie

### Agriculture et élevage
La superficie des parcelles semées représentait, en 2019 une surface totale de 3781 hectares, parmi lesquels 2540 hectares voués à la culture de maïs, 712 voués à la culture du caféier, et 246 hectares voués à la culture du piment vert.
En 2019, la production de viande par tonnes comprenait 1104,7 tonnes de viande bovine, 566 tonnes de viande porcine, 15 tonnes de viande ovine, 299,7 tonnes de volailles et 6,9 tonnes de dinde. La superficie vouée à l'élevage représentait alors 19 229 hectares.